# Schneider C t CGB

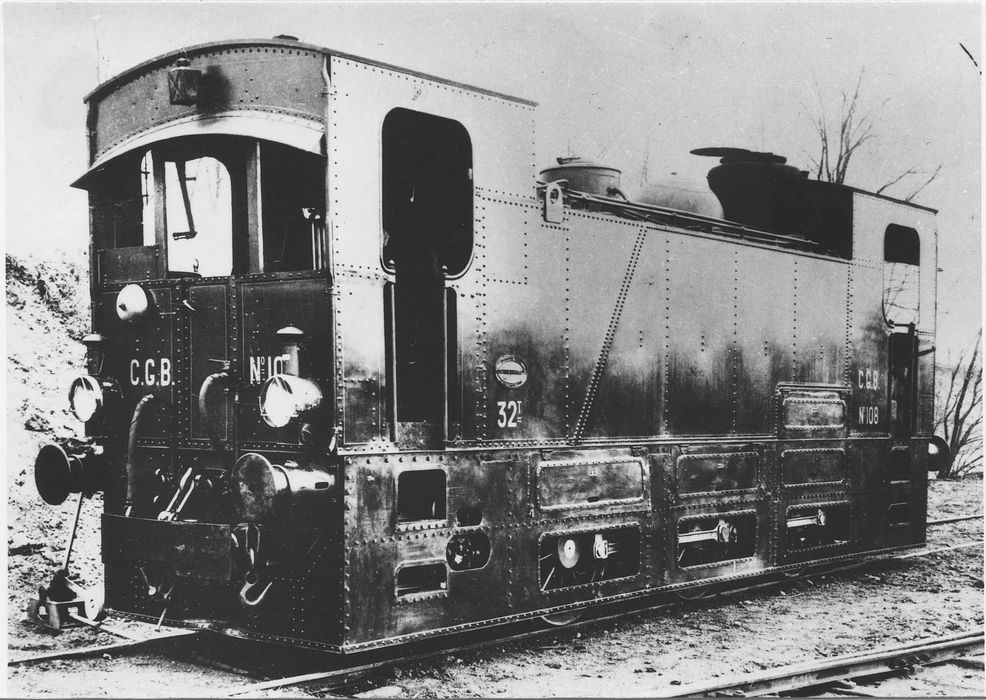
La locomotive 108.

Le type Schneider C t ou 030T, est un type de locomotive à vapeur construite par Schneider pour la Compagnie des chemins de fer de grande banlieue (CGB). 

## Caractéristiques
- Nombre : 8[réf. nécessaire] ;
- Numéros : 101-108[réf. nécessaire] ;
- Écartement : standard (1 435 mm)[réf. nécessaire] ;
- Type : C (030) tender bicabine[réf. nécessaire] ;
- Livraison : 1925[réf. nécessaire].

## Matériel préservé

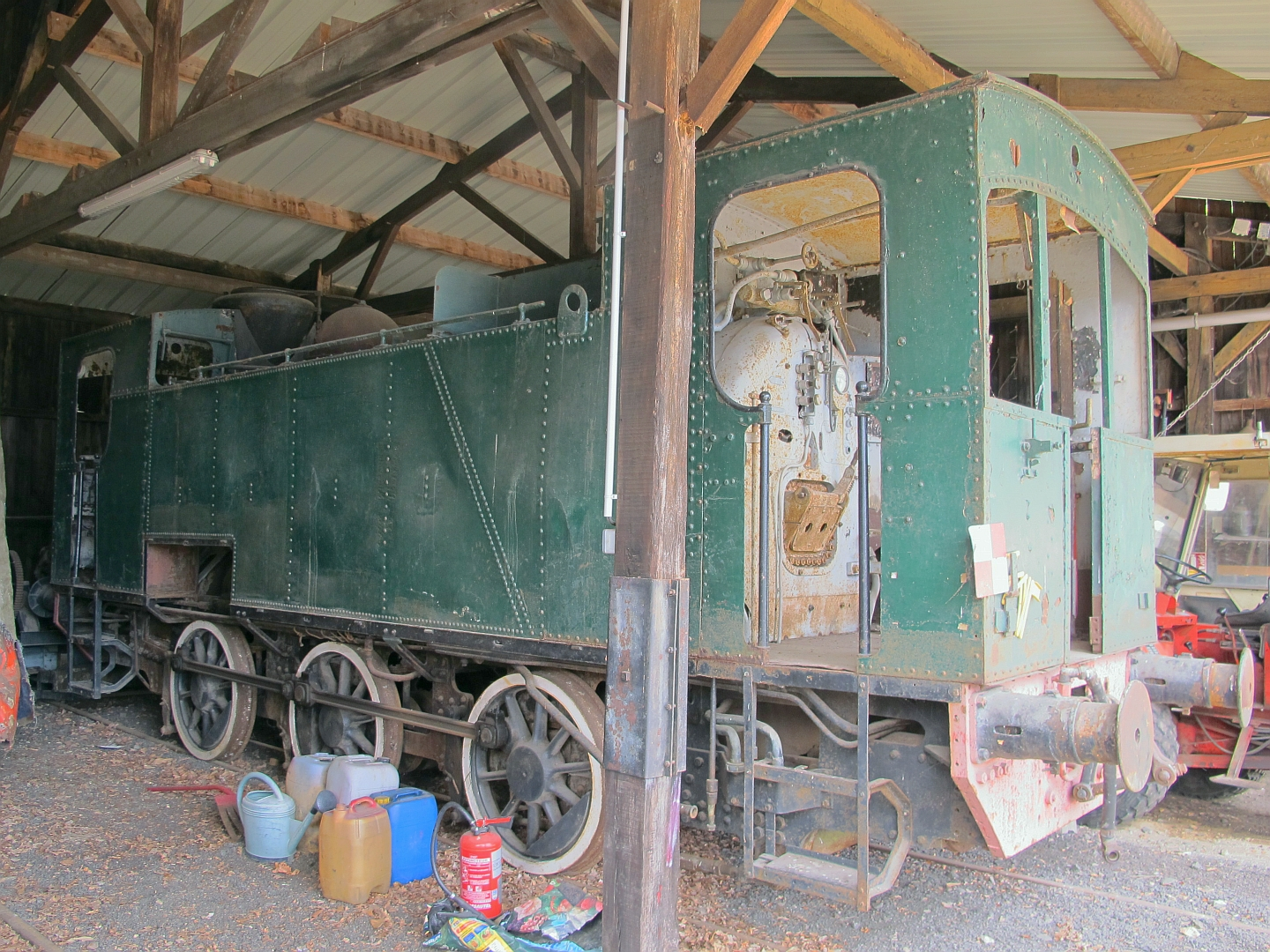
La locomotive 103 préservée par la Chemin de fer touristique de la Sarthe.

Une locomotive de la CGB est préservée par la Chemin de fer touristique de la Sarthe à Beillé, la 030 T no 103,  Classé MH (1987).

### Crédits internes
- Cet article est partiellement ou en totalité issu de l'article intitulé « Compagnie des chemins de fer de grande banlieue » (voir la liste des auteurs).